# Ellis Wiley
Ellis Wiley (1918, Toronto – 2002) byl kanadský účetní a plodný amatérský fotograf. Wiley zemřel v roce 2002 a jeho vdova darovala jeho něco přes 2 500 diapozitivů do archivu města Toronto. The Wiley collection spans the years 1945 to 1998. Sbírka autora pokrývá roky 1945 až 1998.

## Životopis
Komentátoři si všímají, jak spisovatelé často využívají Wileyho fotografie k ilustraci knih a článků o Torontu. Poznamenali, že Wiley byl nejen dobrý fotograf, ale že existuje jen velmi málo dalších volně použitelných snímků z období, kdy byl aktivní. Poznamenali, že Wileyho sbírka obsahuje mnoho fotografií ikonických památek krátce před demolicí nebo dokonce během ní.
Derek Flack, píšící pro BlogTO, poznamenal, že Wileyho fotografie skutečně obsahují nedokonalosti, což ho označilo za zkušeného amatéra. Cítil, že tyto nedokonalosti přidaly na jejich kouzlu a dodal jim tón bezprostřednosti.

## Galerie

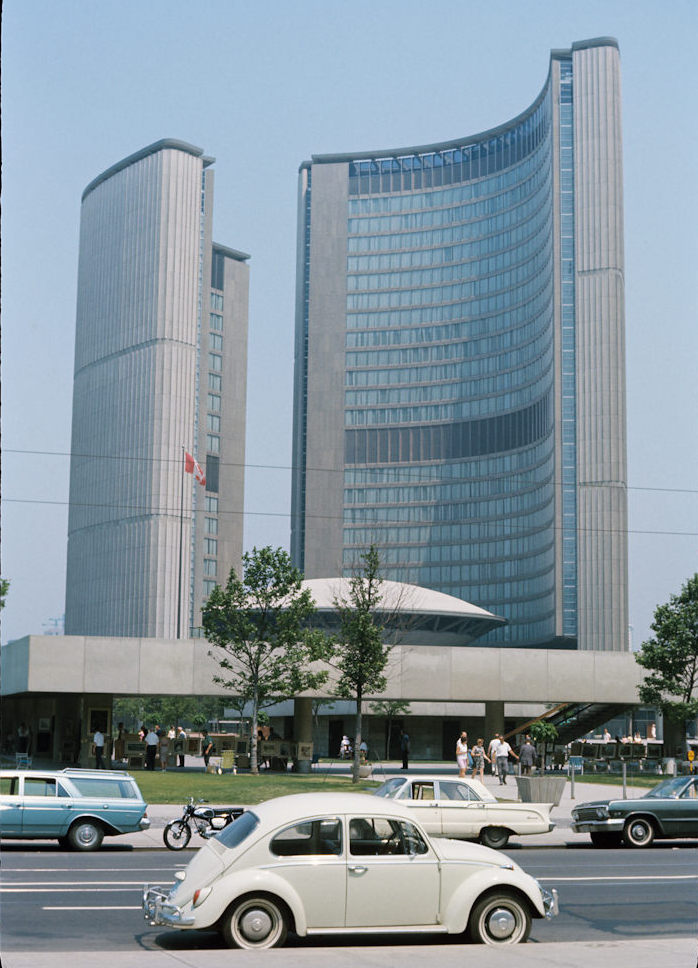
VW Beetle, Queen Street
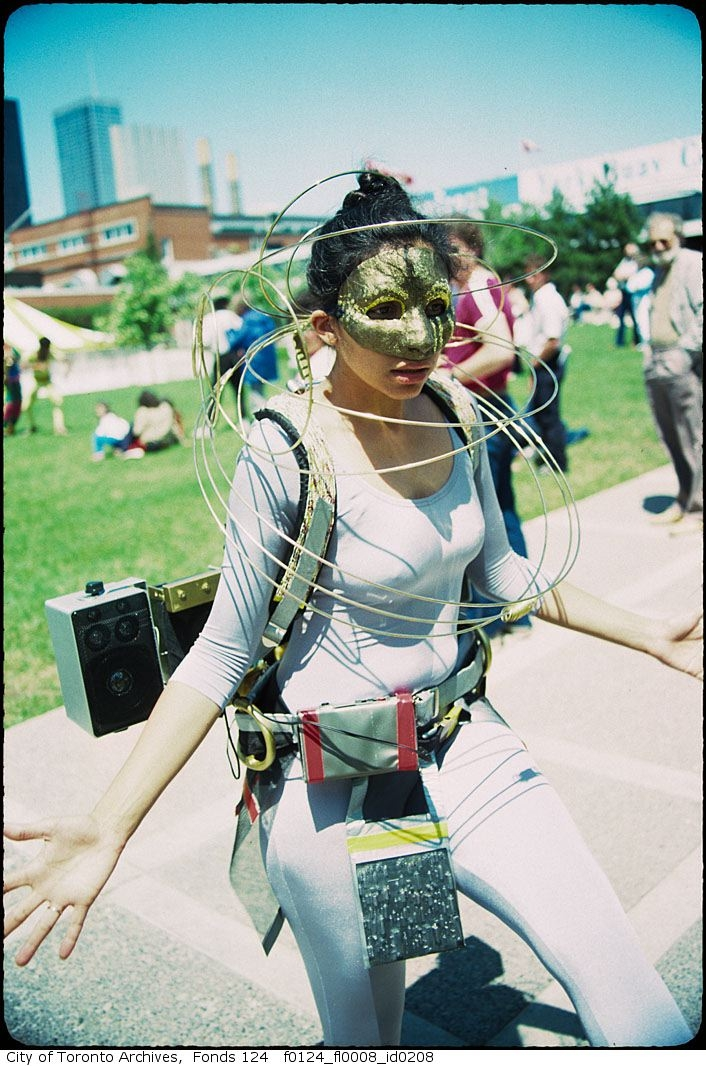
Street performer, Toronto, 1979
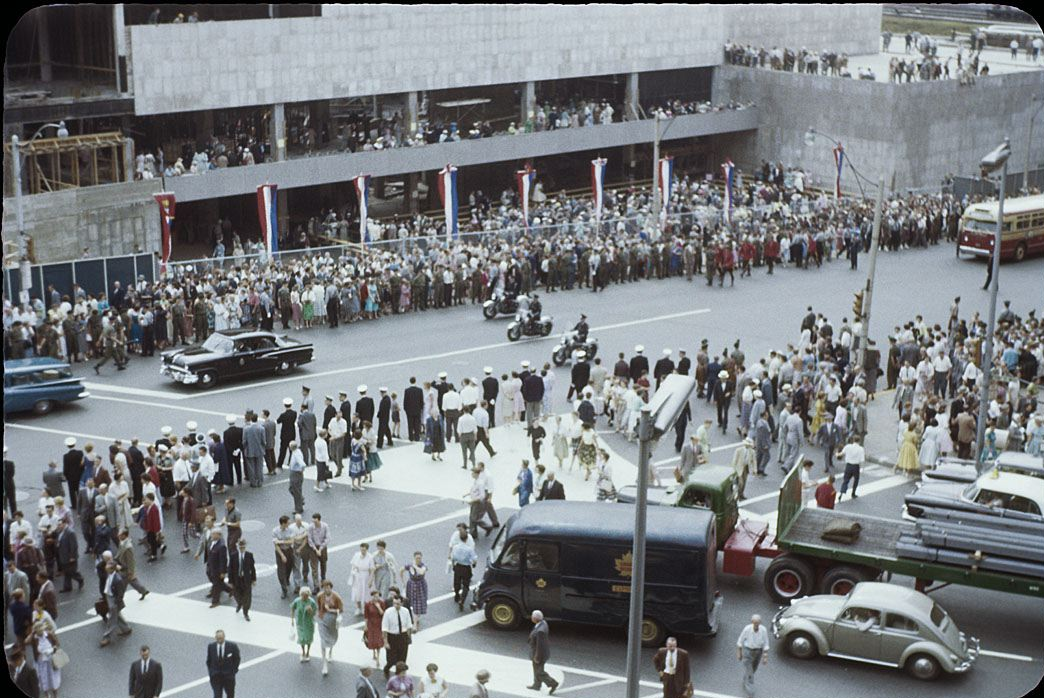
O'Keefe Centre and royal motorcade 1959 Toronto Canada
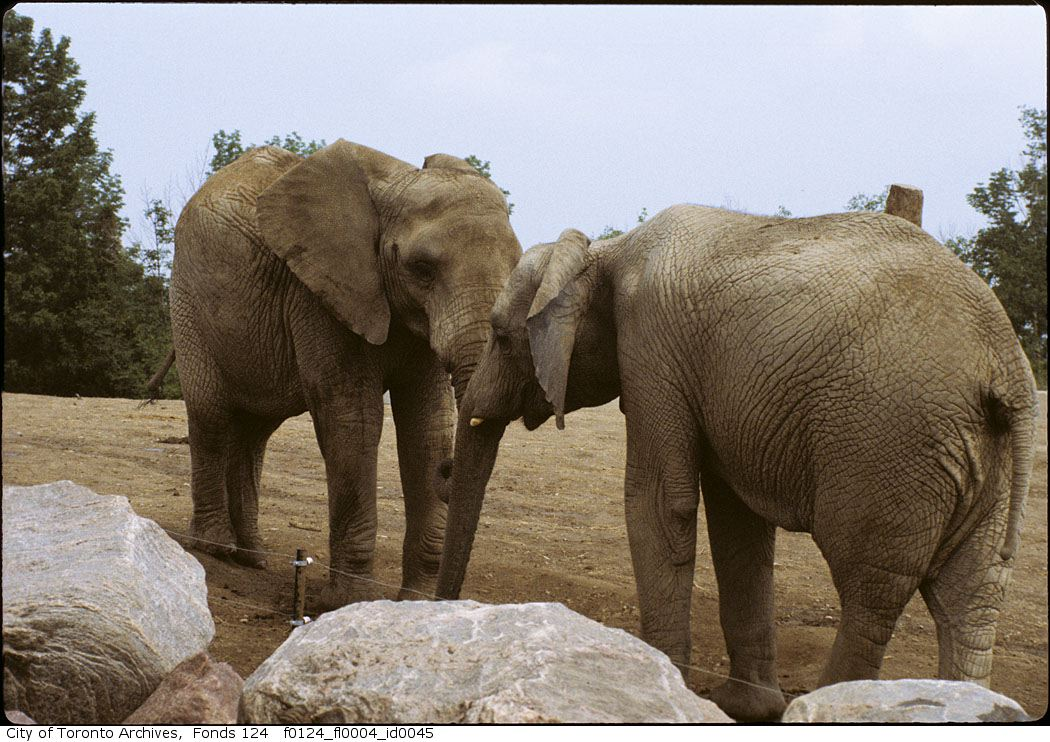
Sloni v Metro Toronto Zoo
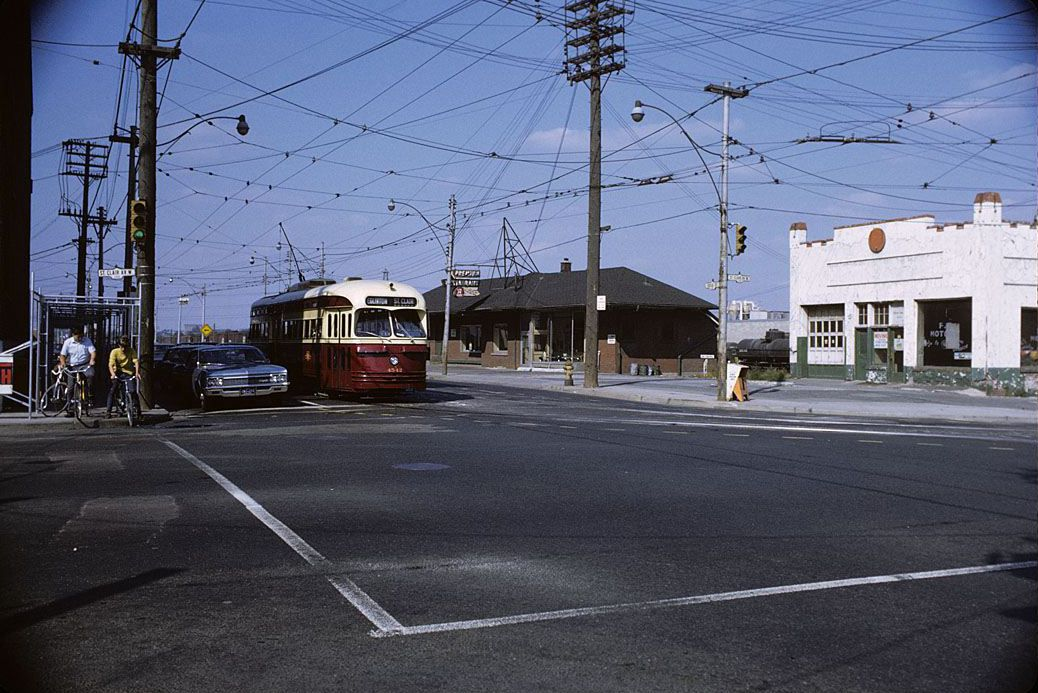
A PCC streetcar, Toronto, 1969
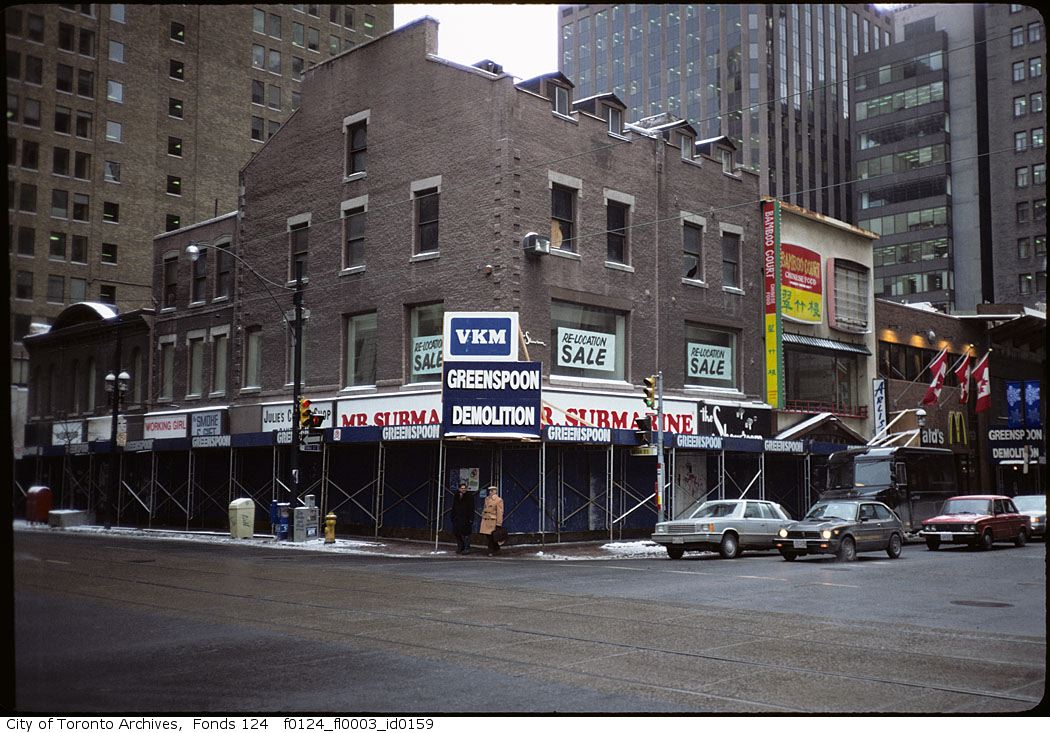
Building under demolition
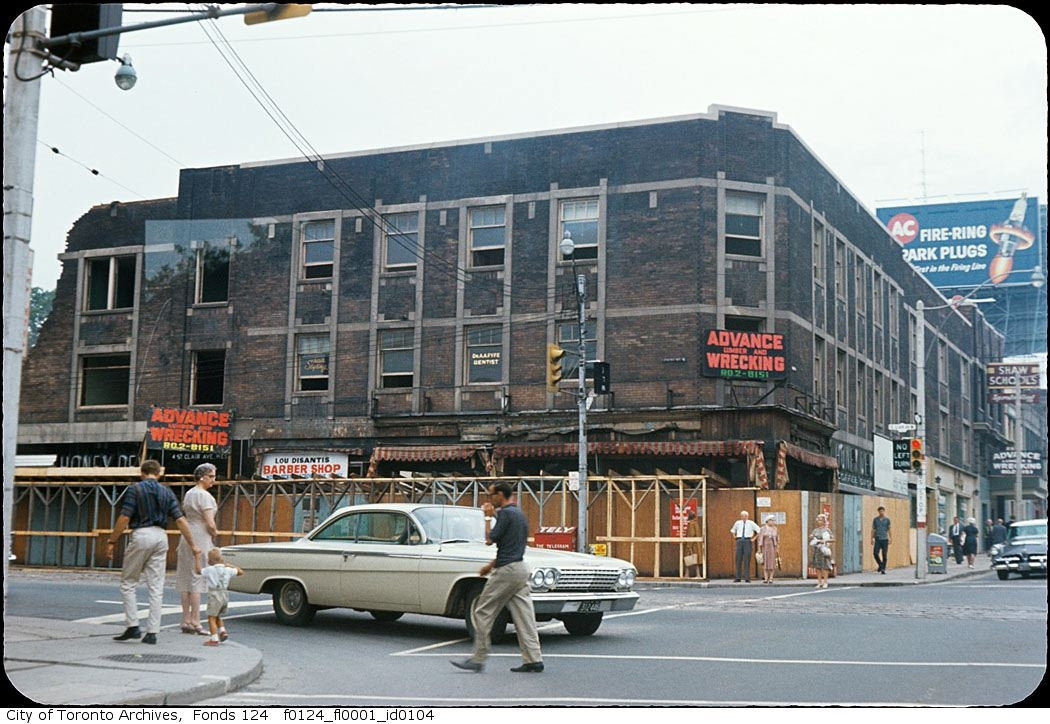
Building under demolition
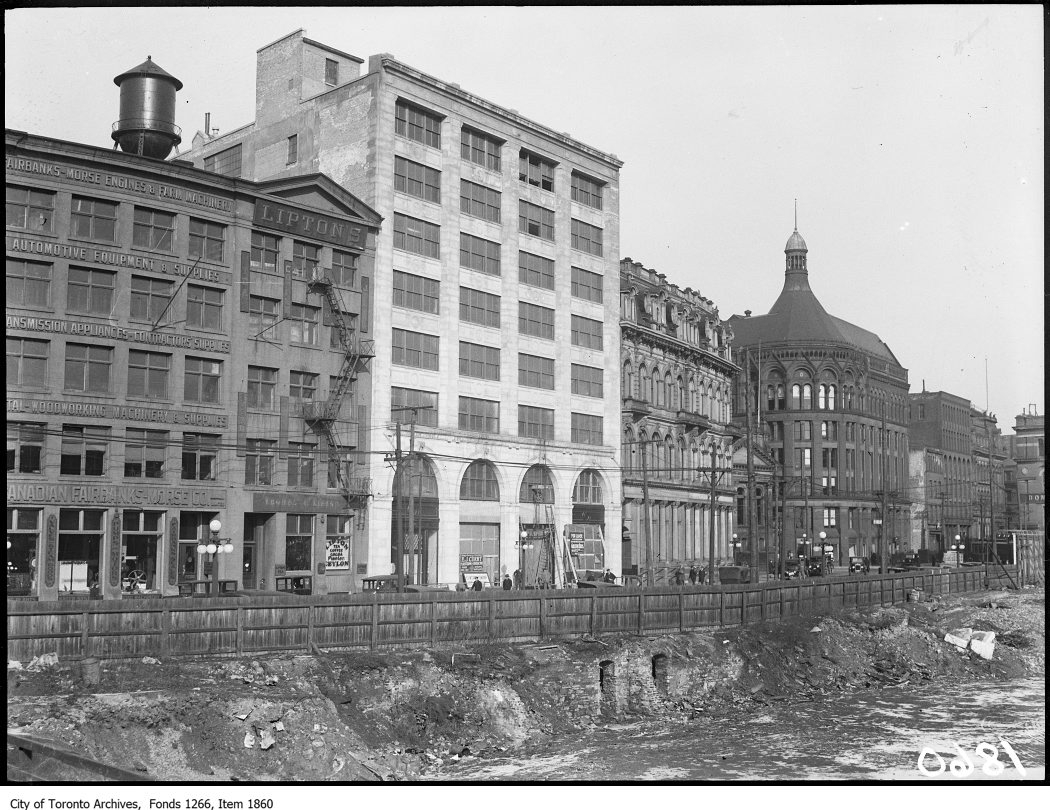
Front Street, east of Bay Street